# Hemiphracta lurida
Hemiphracta lurida es una especie de insecto coleóptero de la familia Chrysomelidae.
Fue descrita científicamente en 1890 por Allard.